# The Red Apple (Rotterdam)
The Red Apple est un bâtiment multifonctionnel abritant des résidences, bureaux, parking et restaurant. Situé sur l'île Wijnhaveneiland dans le quartier centre de Rotterdam et à proximité de la Nouvelle Meuse, il est, lors de son ouverture en 2009, l'un des plus hauts gratte-ciel de la ville.

## Origine du nom
Le nom The Red Apple (la pomme rouge) a été choisi car il évoque le fait que Rotterdam joue aux Pays-Bas le rôle joué par New-York, surnommé Big Apple, aux États-Unis, tout en marquant la couleur rouge de l'immeuble. Plus tard, d'autres liens ont été faits entre le quartier et les pommes : le quartier autrefois était un grand quartier de commerce et de déchargement des navires où des pommes étaient vendues, et un marché aux pommes s'est installé à proximité en 1889.

## Architecture
Le bâtiment a été conçu par le cabinet d'architectes KCAP Architects & Planners. La construction du bâtiment a commencé en 2006 et s'est achevée en 2009. Le bâtiment a été construit par l'entreprise Boele & Van Eesteren,.
The Red Apple se compose de deux tours. La tour la plus basse, surnommée Kopblok (bloc de tête) est une tour résidentielle et un garage de stationnement. Le Kopbok mesure 53 m de haut et est divisé en bureaux et 79 appartements. Le rez-de-chaussée est aménagé pour accueillir des magasins, bureaux ou restaurants. Le parking est accessible par un ascenseur pour les voitures et compte 338 places de stationnement. La tour résidentielle la plus élevée est haute de 124 m et compte 40 étages. Elle compte 152 appartements.

La couleur de la façade est rouge, ce que les architectes souhaitaient pour rappeler la couleur du pont Willemsbrug situé à proximité. Le rouge de la façade n'est pas peint, mais est intégré aux panneaux d'aluminium par anodisation, un procédé qui renforce la façade et lui donne une apparence brillante. 

Construction
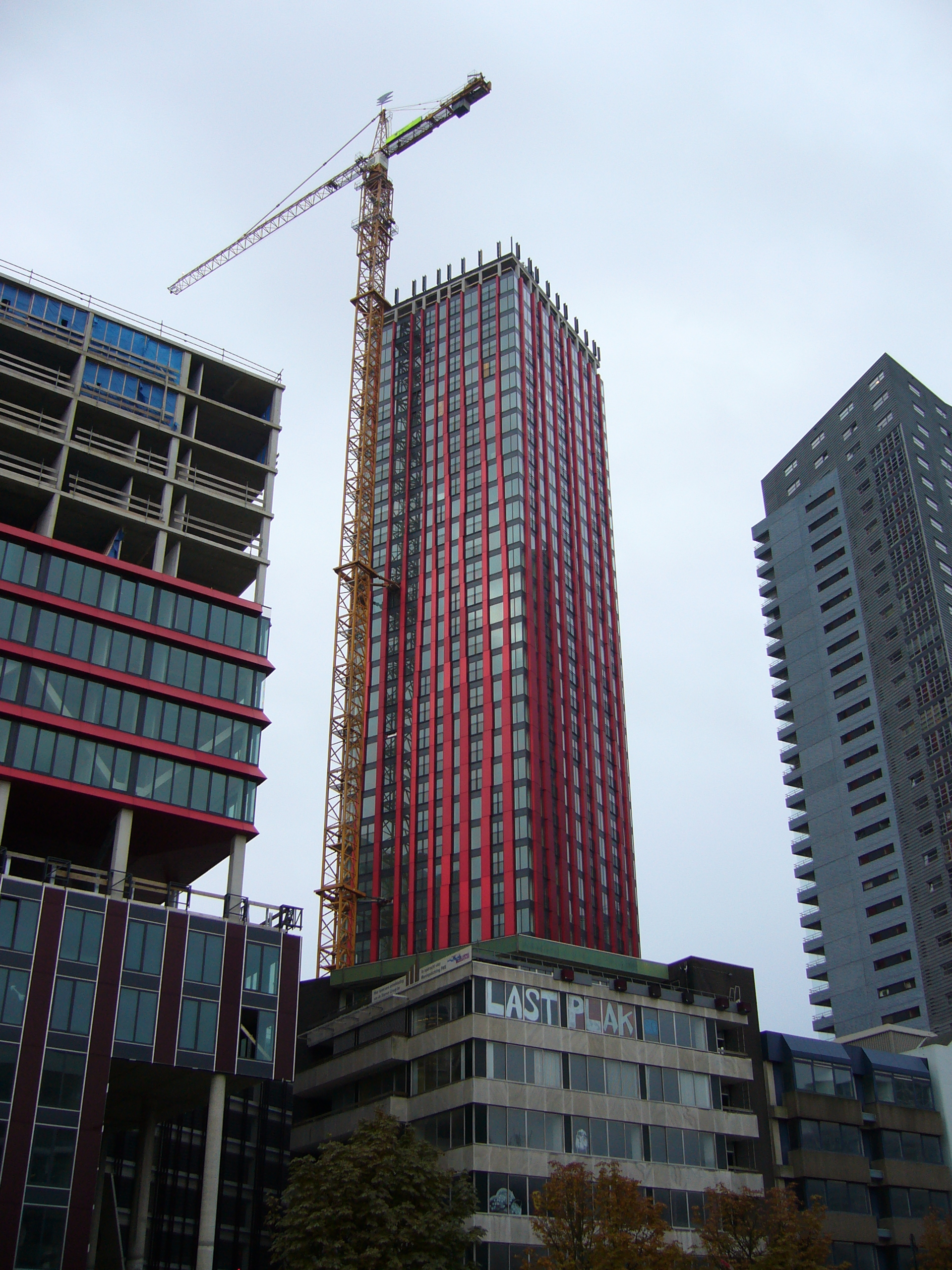
Tour la plus élevée.
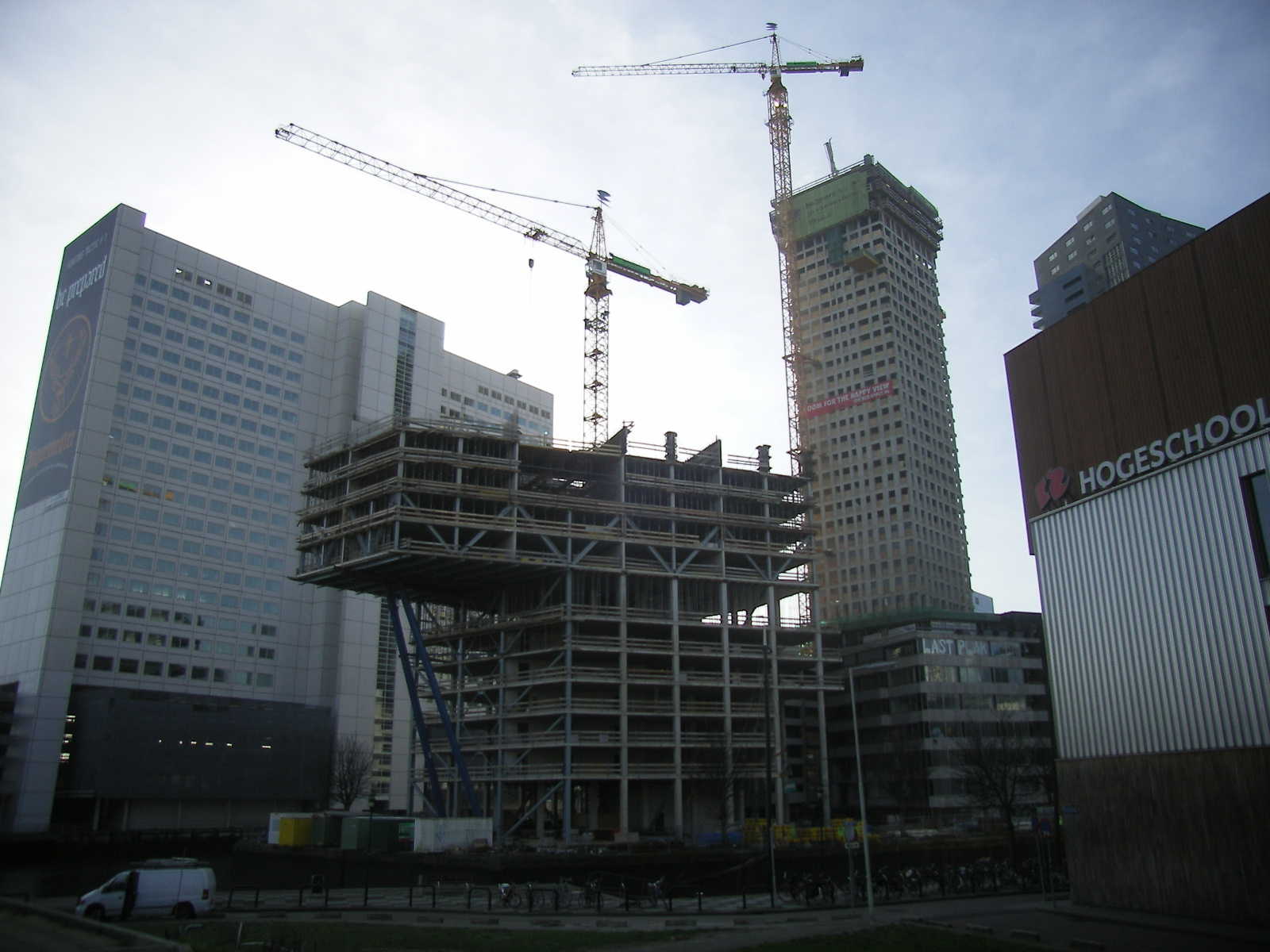
Construction des deux tours sur la façade côté Wijnhaven (nord) en 2006-2008.
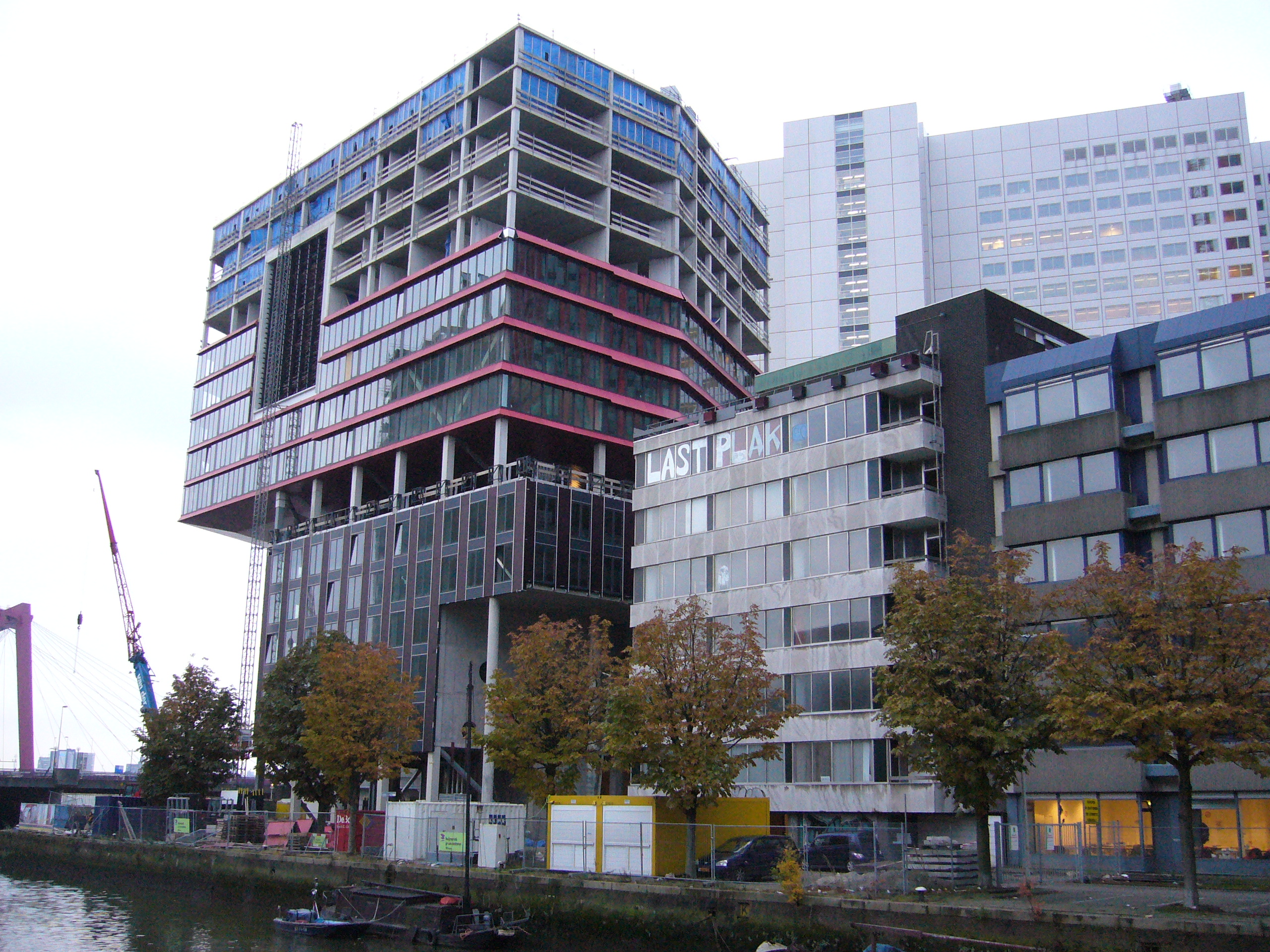
Construction du Koblok (tour basse située sur la pointe de l'île).

## Architecture intérieure
Son design intérieur a été conçu par l'architecte néerlandais Jan des Bouvrie (en).

## Quartier

### Histoire
The Red Apple est situé sur l'île Wijnhaveneiland et est entouré par deux des plus anciens ports de la ville : le Wijnhaven (port du vin) au nord, le Sheepsmarkerhaven (port des fabricants de navire) au sud, et la "pointe" (punt) à l'ouest. Le Scheepsmaker haven était un quartier résidentiel où se sont installés les riches fabricants de navires lorsque Rotterdam a commencé à prendre une envergure internationale au sortir du Moyen Âge. Le Wijnhaven est l'ancien quartier juif de la ville qui abritait une école juive et une synagogue avant la Seconde Guerre Mondiale.
Le quartier se situait à la limite des quartiers centraux détruits lors du bombardement de la ville en mai 1940 par l'armée allemande. La plupart du quartier fut bombardé et détruit. Quelques immeubles antérieurs à 1940 sont toujours en place : la Witte Huis et le bâtiment adjacent ; le bâtiment de l'école des beaux-arts (département de la Hogeschool Rotterdam) ; les bâtiments du sud du port intérieur du Haringvliet, dont l'ancien hôpital portuaire Havenziekenhuis Rotterdam (nl) devenu une polyclinique. 
Après la guerre, le quartier devient un endroit où sont construits essentiellement des bureaux. Le quartier cependant perd petit à petit sa valeur économique, malgré sa place centrale. Dans les années 2000, la commune de Rotterdam souhaite réhabiliter le quartier : de nouveaux logements, de nouvelles places de parking, et des lieux stimulant l'éducation en raison de la présence de facultés de la Hogeschool Rotterdam. Le gratte-ciel The Red Apple fait partie de ces plans urbains et doit fournir résidences, parkings et bureaux pour des start-ups, pour ramener vie et valeur dans ce quartier central. 

### De nos jours
Il est situé à proximité de la rivière Nouvelle Meuse et de l'avenue qui la borde, les Boompjes (sud). Au nord, se trouvent le marché couvert Markthal et la station ferroviaire et station de métro et trams Blaak. À cet emplacement commence le marché de la ville qui prend place les mardis, samedis et dimanches, s'étendant sur l'avenue historique Binnenrotte. La tour basse fait face au Oude Haven (le vieux-port) et au quartier historique de Haringvliet (nord-ouest).

Quartier
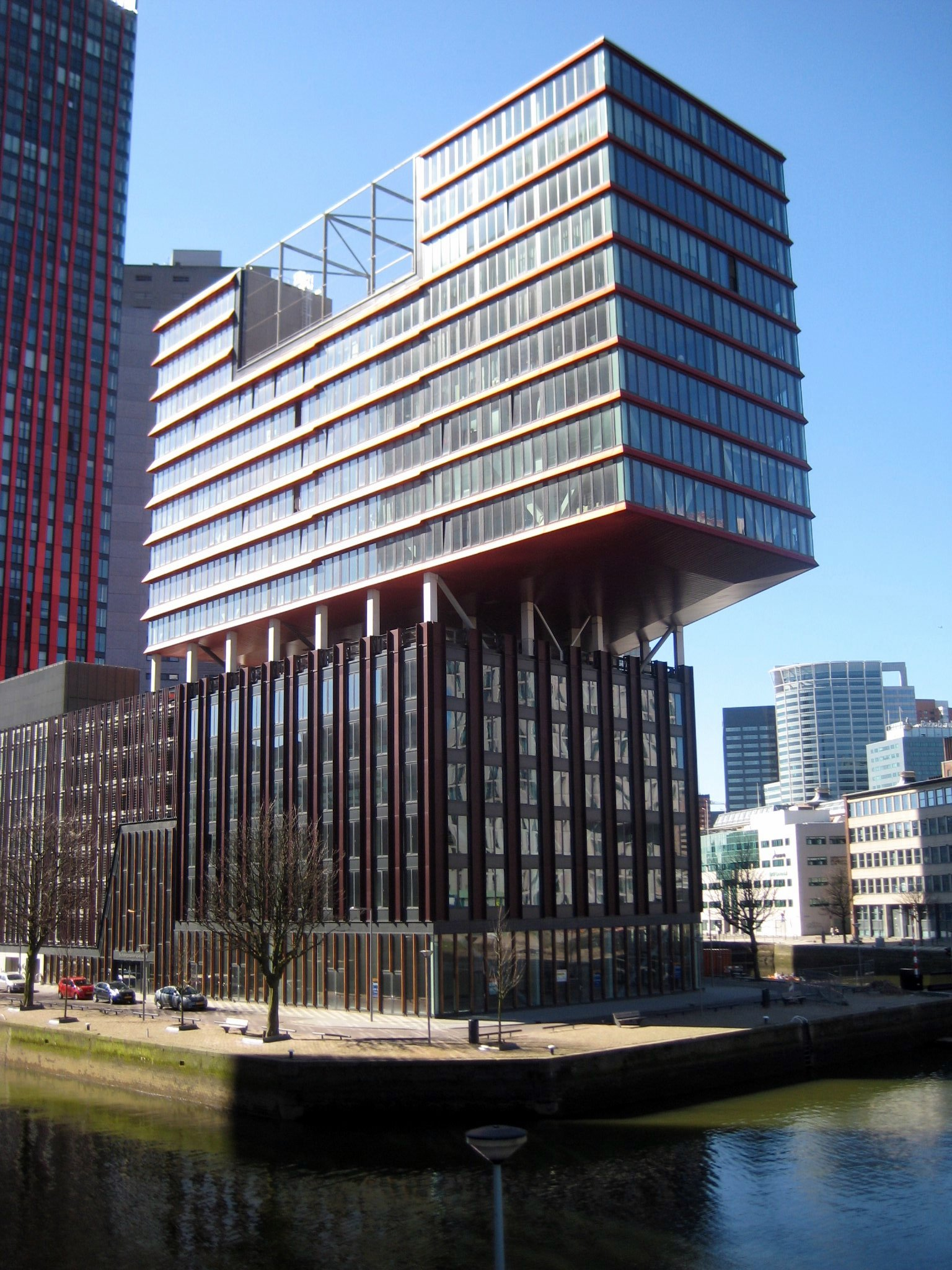
Le Kopblok fait face à la pointe de l'île côté ouest (2013).
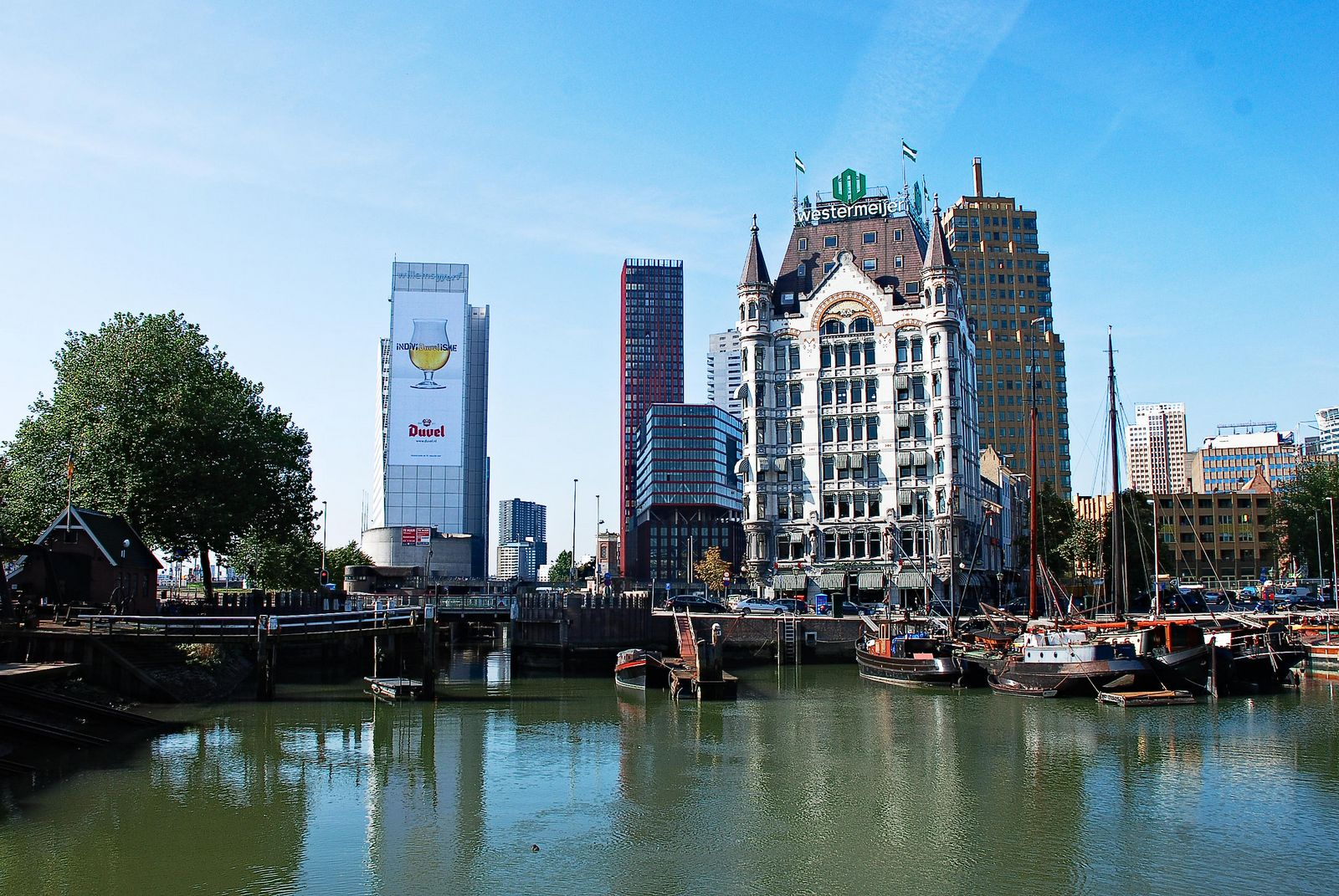
Vue panoramique du côté ouest : le Oude Haven (Rotterdam), la Witte Huis (Rotterdam), The Red Apple, et le Willemswerf (à gauche).
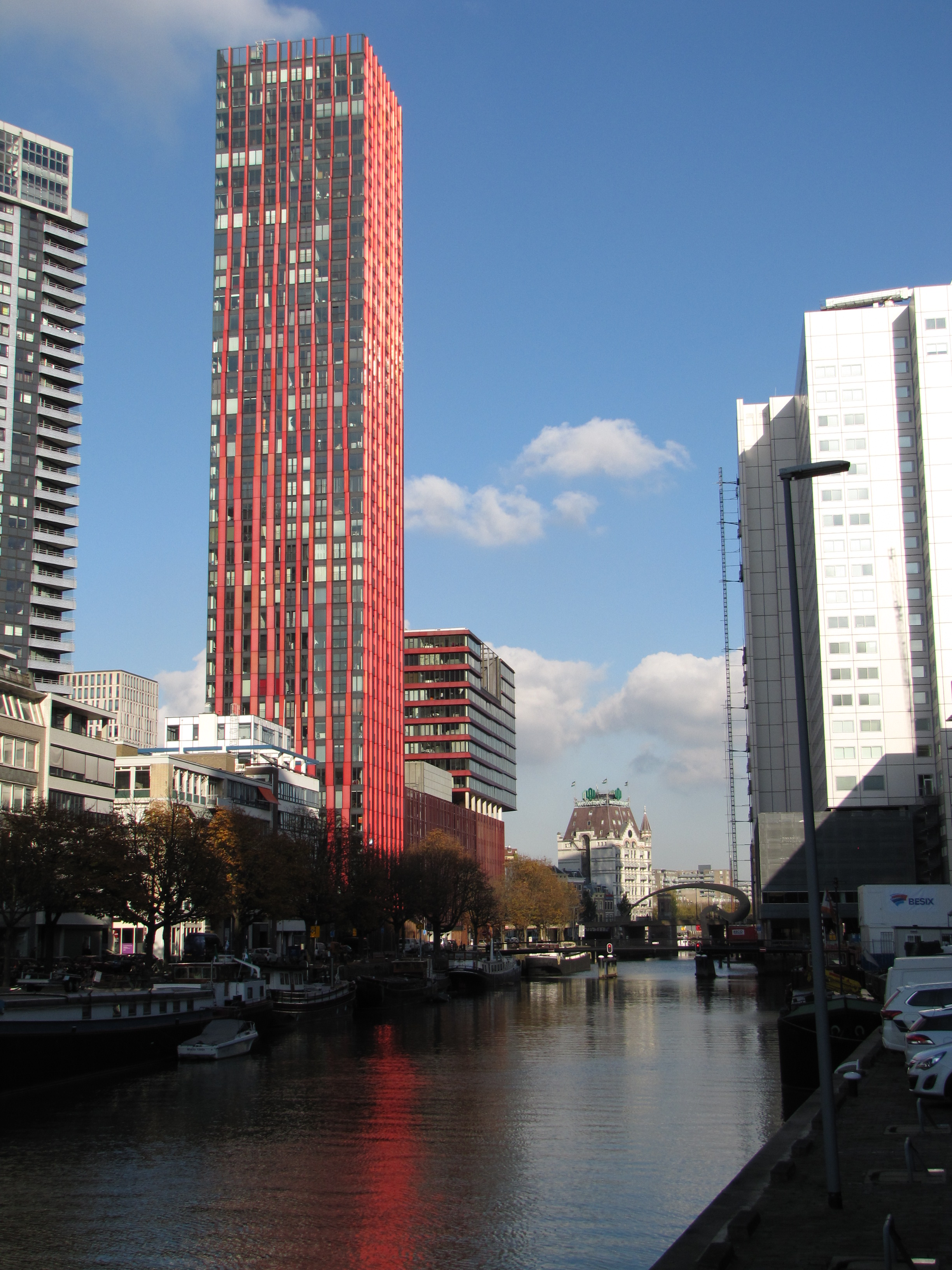
Façades donnant sur le Scheepmakershaven et pont Ibisbrug (sud).

## Records et prix
The Red Apple est parmi les bâtiments les plus élevés de la ville de Rotterdam. Il est le neuvième plus haut bâtiment de Rotterdam en 2017.
Il a gagné le Dutch Architecture Award à la Expo Real de Munich, en 2009.